# Kristof Maes
Kristof Maes (19 april 1988) is een Belgische voetballer. Zijn huidige club is Lyra-Lierse Berlaar, waar hij speelt sinds 2017. Maes is een doelman en speelde voordien onder andere bij KFC Wilrijk en K. Beerschot AC.

## Carrière

### Germinal Beerschot
Maes maakte zijn debuut in Eerste klasse op 20 december 2008 tijdens de 17e speeldag in het 2-0 gewonnen duel tegen AFC Tubize. Hij verving de geschorste Silvio Proto. Begin januari 2009 werd bekendgemaakt dat Kristof Maes enkele maanden onbeschikbaar zou zijn wegens klierkoorts. Als reservedoelman kwam hij slechts tien officiële wedstrijden in actie voor Beerschot. Naast acht competitiewedstrijden speelde hij in de Intertoto Cup twee keer tegen Neftçi Bakoe.

### AA Gent
In 2012 werd Maes door AA Gent gehaald als reservedoelman. Maes tekende een contract voor drie seizoenen in het Jules Ottenstadion. De doelman bleef echter in de schaduw van Sergio Padt, Frank Boeckx en Matz Sels. Hij speelde uiteindelijk geen enkele officiële wedstrijd voor de club en in januari 2015 verbrak hij in onderling overleg zijn overeenkomst bij Gent. Hij werd vervangen door de jonge Macedoniër Damjan Šiškovski.

### Lagere divisies
Na enkele maanden zonder club vond Maes onderdak bij derdeklasser FC Cappellen. Na twee seizoenen stapte hij over naar K.Lyra TSV, dat een jaar later werd omgedoopt tot Lyra-Lierse Berlaar. In zijn eerste seizoen bij Lyra werd hij meteen kampioen in Eerste provinciale.

## Statistieken
| Seizoen         | Club                | Land            | Competitie         | Competitie | Competitie | Beker | Beker | Internationaal | Internationaal | Totaal | Totaal |
| Seizoen         | Club                | Land            | Competitie         | Wed.       | Dlp.       | Wed.  | Dlp.  | Wed.           | Dlp.           | Wed.   | Dlp.   |
| --------------- | ------------------- | --------------- | ------------------ | ---------- | ---------- | ----- | ----- | -------------- | -------------- | ------ | ------ |
| 2005/06         | Germinal Beerschot  | Vlag van België | Jupiler Pro League | 0          | 0          | 0     | 0     | 0              | 0              | 0      | 0      |
| 2006/07         | Germinal Beerschot  | Vlag van België | Jupiler Pro League | 0          | 0          | 0     | 0     | —              | —              | 0      | 0      |
| 2007/08         | Germinal Beerschot  | Vlag van België | Jupiler Pro League | 0          | 0          | 0     | 0     | —              | —              | 0      | 0      |
| 2008/09         | Germinal Beerschot  | Vlag van België | Jupiler Pro League | 1          | 0          | 0     | 0     | 2              | 0              | 3      | 0      |
| 2009/10         | Germinal Beerschot  | Vlag van België | Jupiler Pro League | 2          | 0          | 0     | 0     | —              | —              | 2      | 0      |
| 2010/11         | K. Beerschot AC     | Vlag van België | Jupiler Pro League | 1          | 0          | 0     | 0     | —              | —              | 1      | 0      |
| 2011/12         | K. Beerschot AC     | Vlag van België | Jupiler Pro League | 4          | 0          | 0     | 0     | —              | —              | 4      | 0      |
| 2012/13         | KAA Gent            | Vlag van België | Jupiler Pro League | 0          | 0          | 0     | 0     | 0              | 0              | 0      | 0      |
| 2013/14         | KAA Gent            | Vlag van België | Jupiler Pro League | 0          | 0          | 0     | 0     | —              | —              | 0      | 0      |
| 2014/15         | KAA Gent            | Vlag van België | Jupiler Pro League | 0          | 0          | 0     | 0     | —              | —              | 0      | 0      |
| 2015/16         | FC Cappellen        | Vlag van België | Derde klasse B     | 35         | 0          | 2     | 0     | —              | —              | 37     | 0      |
| 2016/17         | FC Cappellen        | Vlag van België | Tweede klasse am.  | 11         | 0          | 4     | 0     | —              | —              | 15     | 0      |
| 2017/18         | K.Lyra TSV          | Vlag van België | Eerste prov. Antw. | ?          | ?          | ?     | ?     | —              | —              | ?      | ?      |
| 2018/19         | Lyra-Lierse Berlaar | Vlag van België | Derde klasse am.   | 31         | 0          | 0     | 0     | —              | —              | 31     | 0      |
| 2019/20         | Lyra-Lierse Berlaar | Vlag van België | Derde klasse am.   | 23         | 0          | 2     | 0     | —              | —              | 25     | 0      |
| Carrière totaal | Carrière totaal     | Carrière totaal | Carrière totaal    | 108+       | 0          | 8+    | 0     | 2              | 0              | 118+   | 0      |